# 콘코바르 막 네사

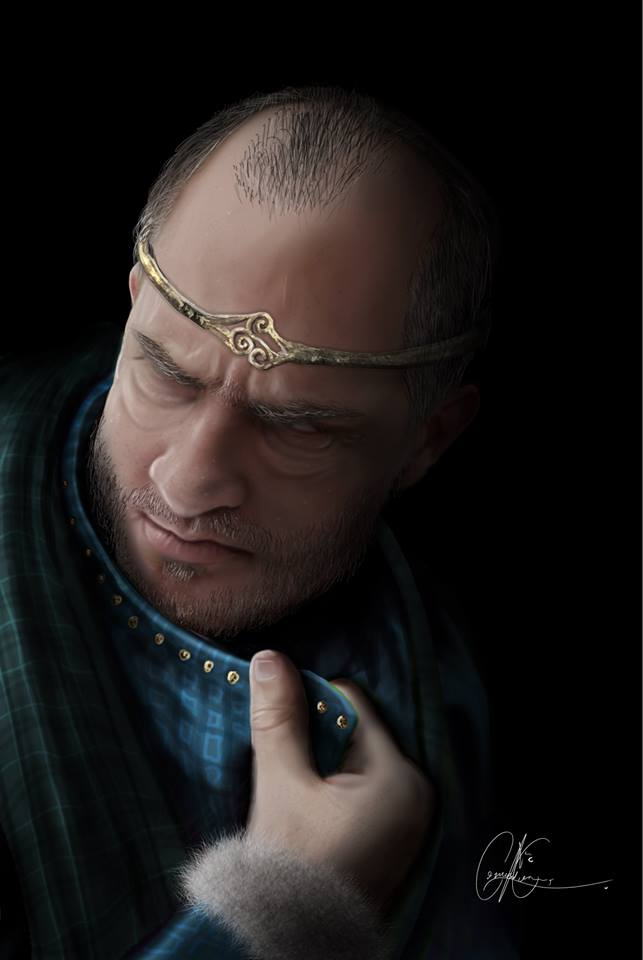

콘코바르 막 네사(아일랜드어: Conchobar mac Nessa→네스의 아들 콘코바르)는 아일랜드 신화의 얼스터 대계에 등장하는 울라(오늘날의 얼스터)의 왕이다. 이멘 마하를 수도로 삼아 울라를 다스렸다. 오하드 살비더의 딸 네스의 아들이다.

## 일생

### 출생
콘코바르의 출생에 관해서는 여러 설이 있다. 가장 이른 판본에서는, 울라의 왕 오하드 살비더의 딸 네스가 드루이드 카흐바드에게 오늘이 무엇을 하기에 상서로운 날이냐고 물었고, 카흐바드는 왕이 될 이를 낳게 될 날이라고 대답했다. 주위에 다른 남자가 없었기에 네스는 카흐바드를 침대로 데려가 동침했고 아들을 잉태했는데 이 아들이 콘코바르다.
후대의 판본에서는 이야기가 좀 달라진다. 네스에게는 열두 명의 양아버지가 있었는데, 그 열두 양아버지가 잔치를 벌이는 와중에 카흐바드가 이끄는 피어너가 집을 습격하여 그들을 모두 죽였다. 범인을 알 수 없었기에 네스의 친부 오하드는 그들의 복수를 해줄 수 없었다. 이에 네스는 몸소 피어너를 모아서 카흐바드를 추적하기 시작한다. 그러나 어느 연못에서 네스가 혼자 목욕하고 있는 와중에 카흐바드가 나타났고, 그녀와 그녀의 무기 사이에 버티고 서서 자기 칼을 뽑았다. 카흐바드는 자신의 아내가 되라는 조건으로 네스를 살려 주었다. 결혼한 둘이는 콘코바르라는 이름의 강 가에 살았는데, 얼마 뒤 네스가 아들을 잉태하게 되었다. 그런데 이 아이의 씨가 카흐바드가 아니고 파크트나 파하크라고도 한다. 산통이 오자 카흐바드는 네스에게 다음날이 될 때까지 아이를 낳지 않고 버틴다면 태어날 아들은 왕이 되고 영원한 명성을 얻으리라 예언했다. 그래서 네스가 하루를 참고 아이를 낳았더니 콘코바르 강물 속에 아기가 빠져 버렸다. 카흐바드가 아기를 건져내고 강의 이름을 따서 콘코바르라고 이름붙였다.

### 왕이 되다
콘코바르가 일곱 살이 되었을 때 울라의 왕은 페르구스 막 로크였다. 페르구스는 네스에게 반했고, 네스는 한 가지 조건을 걸어 그의 아내가 되겠다고 했다. 그 조건이란 1년 동안 페르구스가 콘코바르에게 왕위를 넘겨주는 것이었다. 그래야 자신이 낳을 아이가 왕의 아이라고 불릴 수 있다는 것이 핑계였다(중세 아일랜드 법으로 유산은 남자 혈통을 따라 상속되며, 부계 혈통에 왕이 있어야 왕위를 주장할 수 있었다). 울라의 귀족들은 어린아이는 이름뿐인 왕이 될 것이니 문제없다고 페르구스에게 조언했고, 페르구스는 이를 받아들였다. 그러나 콘코바르는 어머니의 조언을 받아 1년동안 나라를 잘 다스렸고, 연말이 되자 사람들은 콘코바르를 영구히 왕으로 받아들이게 되었다. 이에 페르구스는 아르드리 오후 페들레크를 끌어들여 울라에 전쟁을 걸었다. 피나는 전투 끝에 콘코바르가 먼저 평화협상을 제안하여 페르구스에게 땅과 이멘마하의 쿠라드미르를 내주고 또한 페르구스를 자신의 후계자로 임명했다. 그런 한편 콘코바르는 아르드리 오후에게 자기 아버지 파크트나 파하크를 죽였던 보상(에라크)을 요구하여 그에게서 땅을 뜯어내고 자신의 왕위를 보장받으며 그의 딸과 결혼하게 되었다.

### 결혼과 가계
콘코바르는 오후의 여러 딸들과 돌아가며 결혼했다. 첫 번째 아내는 훗날 코나크타의 여왕이 되는 메브였다. 메브와 콘코바르 사이에 아말가드(Amalgad)라는 아들이 태어났으나, 곧 메브는 콘코바르의 곁을 떠났다.
그 뒤 메브의 여동생 에흐네(Eithne)가 콘코바르와 결혼해 아들을 가졌는데, 메브가 그녀를 강에 빠뜨려 죽여 버렸다. 에흐네가 죽은 뒤 뱃속의 아기는 제왕절개로 태어났는데 이 아기가 푸르바더이다.
그 다음에는 무간 에탄카트레크가 콘코바르와 결혼해 글라스네(Glaisne)라는 아들을 낳고 콘코바르의 정실부인 자리를 굳혔다.
콘코바르의 장남 코르막 콘드 롱가스는 그 어머니가 오후의 딸 클로흐루(Clothru)라고도 하고, 콘코바르가 자기 어머니 네스와의 사이에 낳은 아들이라고도 한다 코르막은 페르구스 막 로크에게 양자로 보내졌다.
그 외에 콘코바르의 아들로는 쿠스크라드 멘드 마하, 폴로만 막 콘코바르가 있다. 딸 페델름 니크로하크는 타라의 왕 카르브러 니어 페르와 결혼해 아들 에르크 막 카르프르를 낳았다. 그리고 마지막으로 딸 아할이 있다.
콘코바르에게는 두 명의 여동생이 있는데, 하나는 핀드코엠이고 다른 하나는 데크티네이다 핀드코엠은 시인 아메르긴 막 에키트와 결혼해 코날 케르나크를 낳았고, 데크티네는 수얼탐 막 로크와 결혼했으나 신 루 라와더의 씨를 받아 쿠 훌린을 낳았다.

### 데르드러 사건
콘코바르가 페들리미드 막 달의 집을 방문했을 때, 페들리미드의 아내가 딸을 낳았다. 콘코바르의 수석 드루이드가 되어 있던 카흐바드가 방금 태어난 아이는 너무 아름다워서 여러 왕후들이 그녀를 두고 전쟁을 벌일 것이며, 슬픔 외에 아무것도 불러올 수 없으리라 예언한다. 아이의 이름은 데르드러라고 붙여졌다. 콘코바르는 데르드러의 나이가 차면 결혼하기 위해 남자들과 격리시켜 키웠다. 그러나 데르드러는 니세라는 젊은 전사와 눈이 맞았고, 니세의 두 형제의 도움을 받아 숨은 뒤 알바(스코틀랜드)로 도망가 버렸다. 그러나 어디에 정착한들 그곳의 왕들이 데르드러를 차지하기 위해 니세 형제를 죽이려 했기 때문에 그들은 계속 옮겨다녀야 했다. 마침내 콘코바르가 외딴 섬에 들어간 그들의 꼬리를 잡았고, 페르구스를 보내 안전한 귀향을 보장하겠다고 했다. 돌아오는 길에 페르구스는 잔치를 거절할 수 없는 기아스 때문에 일행에서 이탈, 잔치에 참여하게 되었고 페르구스의 아들 피어후(Fiachu)가 대신 일행을 호위했다. 이멘마하에 도착하자 니세 형제와 피어후는 콘코바르의 명령을 받은 에간 막 두르하크트에게 살해당하고 데르드러는 콘코바르와 강제로 결혼했다.
아들의 죽음과 배신에 분노한 페르구스는 콘코바르에 대한 복수를 다짐한다. 페르구스에게 길러진 코르막도 페르구스를 따라 친부를 거역하기로 했다. 둡하크 돌텡가와 브리크루도 페르구스를 따랐다. 이들은 이멘마하에 불을 지르고 울라 여자들 여럿을 도륙한 뒤 코나크타로 망명길에 올라 메브와 알릴 부부에게 의탁했다.
데르드러는 콘코바르와 1년 동안 함께 살았으나 그 동안 한 번도 웃은 일이 없었다. 먹지도 자지도 않고 쉬기도 거부했다. 콘코바르는 데르드러에게 도대체 무엇이 싫으냐고 물었다. 그녀는 “당신과 오간 막 두르하크트”라고 대답했다. 콘코바르는 그녀를 오간에게 줘 버렸다. 다음날 데르드러는 오간의 전차에 타고 바위에 머리를 찧어 자살했다.

### 쿠얼러의 소몰이
메브의 깃발 아래 에린 땅의 다섯 왕국 중 네 곳의 군대가 모이고, 울라의 황소 돈 쿠얼릉거를 빼앗기 위해 울라로 쳐들어가니 이것이 곧 〈쿠얼러의 소몰이〉 전쟁의 시작이다. 쿠 훌린을 제외한 모든 울라 남자들은 이전에 마하가 내린 저주로 인해 전투 불능 상태에 빠졌고, 이는 콘코바르도 마찬가지였다. 쿠 훌린은 코나크타의 대전사들을 하나하나 일기토로 격파하며 다른 울라인들이 회복할 시간을 벌었다.
쿠 훌린의 아버지 수얼탐 막 로크가 콘코바르에게 와서 코나크타 군에 의한 초토화를 경고하며 너무 늦기 전에 자신이 군사를 일으키게 해 달라고 청했다. 이에 콘코바르와 그의 드루이드들은 드루이드를 제외한 누구도 콘코바르 앞에서 말할 수 없다는 궁정 규칙을 어긴 죄로 수얼탐에게 죽음을 명했다. 수얼탐은 달아났으나 넘어져서 자기 방패 가장자리에 목이 잘리고 말았다. 방패 위에 올려진 수얼탐의 목은 여전히 경고의 소리를 울부짖었다. 콘코바르는 군대를 이끌고 전쟁터로 나갔다. 싸움 와중에 페르구스가 콘코바르를 죽일 기회를 잡았으나, 코르막이 양부가 친부를 죽이는 것을 막았다. 이에 페르구스는 대신 언덕 세 개의 꼭대기를 날려 버렸다. 최종적으로 메브의 군대는 쿠 훌린에게 패배했으나 본래 목적했던 울라의 황소 돈 쿠얼릉거는 빼앗아 코나크타로 가져가는 데 성공했다. 돈 쿠얼릉거는 코나크타에서 알릴의 황소 핀웨나크와 싸워서 핀웨나크를 죽이고 자기도 지쳐 죽었다.

### 로스 나 리그 전투
쿠얼러 전투 이후 콘코바르는 병이 들어서 먹지도 잠자지도 못하게 되었다. 울라인들은 카흐바드에게 자신들의 왕에게 무슨 문제가 있는지 알아내라 요구했다. 콘코바르는 카흐바드에게 에린의 나머지 네 왕국이 자신에게 전쟁을 걸어 놓고도 멀쩡하기에 병이 났다고 말한다. 콘코바르는 알릴과 메브에게 승리를 거두었지만 그 둘 모두 전쟁터에서 죽지 않았고, 결국 황소는 잃어버렸다. 콘코바르는 코나크타에 전쟁을 걸고 싶어했으나 때가 겨울이었기 때문에 카흐바드는 인마가 활기를 되찾는 여름까지 기다리라고 조언했다. 그런 한편 콘코바르는 해외 세력을 끌어들여 자기 편으로 삼고자 했다. 그는 알바의 부속 도서들에서 공물을 걷고 있던 코날 케르나크에게 전갈을 보내 스칸디나비아와 페로 제도에서 거대한 함대를 꾸려 울라로 데려오게 했다.
이런 불온한 움직임을 다른 네 왕국이 가만 두고 볼 리 없었다. 무운(오늘날의 먼스터)의 왕 오후 막 루크타(Eochu mac Luchta)는 알릴과 메브에게 콘코바르에게 보상을 해주라고 설득했다. 알릴이 울라로 사신을 보냈으나 콘코바르는 제안을 거부했다. 콘코바르는 에린 땅 모든 곳에 자신의 천막을 칠 수 없다면 만족할 수 없다고 했다. 그날 밤 어디에 천막을 치고 싶냐고 묻자 콘코바르는 보인 강가의 로스 나 리그(오늘날의 미스 주 로스나리)를 지목했다. 로스 나 리그에서 울라와 미데 사이에 회전이 벌어졌다. 미데측의 지휘관은 타라의 왕이자 콘코바르의 사위인 카르프러 니어 페르였고, 라긴(오늘날의 렌스터)의 갈론(Gailióin)의 왕 핀드 막 로사(Find mac Rossa)도 이에 가담했다. 전투는 울라측에 불리하게 진행되다가, 코날이 합류하자 전황이 반전되었다. 울라 병사들은 동요했지만 코날이 두려워서 도망치지 못했다. 코날은 혼자서 1천 명을 쳐죽였다. 카르프러 니어 페르는 800명을 죽이고 나서 쿠 훌린이 멀리서 던진 창을 맞고 죽었다. 갈론군은 패퇴하고 울라가 타라를 차지했다. 카르프러의 아들이자 콘코바르의 손자인 에르크(Erc)가 새로운 타라의 왕으로 세워졌다. 에르크는 콘코바르에게 충성을 맹세하고 쿠 훌린의 딸 핀스코흐(Fínscoth)와 결혼했다.

### 죽음
콘코바르는 결국 죽게 되는데, 그 곡절은 이러하다. 라긴의 왕 메스 게그러의 뇌를 굳힌 겻을 울라의 코날이 전리품으로 가지고 있었는데, 코나크타의 전사 케트 막 마가크가 이를 훔쳐갔다. 그리고 케트는 무릿매로 메스 게그러의 뇌를 던져 콘코바르의 머리를 맞추었고, 메스 게그러의 뇌가 콘코바르의 머리통 깊숙히 박혀 버렸다. 이 일이 일어난 곳은 우르카르(Urchair)의 발러 아흐(Baile Ath), 곧 오늘날의 웨스트미스 주 호르셀리프라고 한다. 콘코바르의 의사들은 이 이물질을 제거할 수 없었고, 상처를 봉합만 한 뒤 왕에게 흥분하지 않으면 생명을 유지할 수 있다고 말했다. 7년이 평화롭게 흘러간 뒤 콘코바르는 그리스도가 죽었다는 소식을 듣게 되어 분노했고, 뇌가 터져 죽었다. 머리가 터진 자리에서 뿜어져나온 피의 세례를 받은 결과 그는 기독교인이 되었고 그 영혼은 천국으로 갔다. 콘코바르의 죽음에 관한 이 기록은 매우 얄팍한 기독교화가 이루어져 있는데, 한편 노르드 신화의 토르가 흐룽그니르와 싸우다 머리에 숫돌이 박힌 이야기와 유사한 점이 있다. 어쩌면 두 이야기는 하나의 기원을 공유하거나 또는 바이킹이 에린에 영향을 미치던 시기(노르드-게일)에 수입된 것일 수도 있다.
울라인들은 아직도 코나크타에 망명 중이던 콘코바르의 아들 코르막 콘드 롱가스를 왕으로 추대하기 위해 초빙했는데, 이멘마하로 돌아오는 길에 코르막은 기아스를 어기게 되었고 다 코카(Da Choca) 여관에 묵던 중에 습격당해 피살당했다. 이에 코날 케르나크가 콘코바르의 다른 아들 쿠스라드 멘드 마하(Cúscraid Mend Macha)를 왕으로 추대했다.

## 가계
- 부 카흐바드 또는 파크트나 파하크
- 모 네스
  - 누이 핀드코엠
    - 매제 아메르긴 막 에키트
      - 조카 코날 케르나크

  - 누이 데크티너
    - 매제 수얼탐 막 로크
      - 조카 세탄타 "쿠 훌린" 막 수얼탐
- 처 메브
  - 아들 아말가드
- 처 에흐네
  - 아들 푸르바더
- 처 무간 에탄카트레크
  - 아들 글라스네
- 장남 코르막 콘드 롱가스
- 딸 페델름 니크로하크
  - 사위 카르브러 니어 페르
    - 손자 에르크 막 카르프르

### 족보
|  |                          |  |  |  |  |  |  |  |  |  |  |  |  |  |  |  |
|  | 16. 시트리크             |  |  |  |  |  |  |  |  |  |  |  |  |  |  |  |
|  |                          |  |  |  |  |  |  |  |  |  |  |  |  |  |  |  |
|  |                          |  |  |  |  |  |  |  |  |  |  |  |  |  |  |  |
|  | 8. 루드라거 막 시흐리기  |  |  |  |  |  |  |  |  |  |  |  |  |  |  |  |
|  |                          |  |  |  |  |  |  |  |  |  |  |  |  |  |  |  |
|  |                          |  |  |  |  |  |  |  |  |  |  |  |  |  |  |  |
|  | 4. 카스 또는 로스        |  |  |  |  |  |  |  |  |  |  |  |  |  |  |  |
|  |                          |  |  |  |  |  |  |  |  |  |  |  |  |  |  |  |
|  |                          |  |  |  |  |  |  |  |  |  |  |  |  |  |  |  |
|  | 2. 파크트나 파하크       |  |  |  |  |  |  |  |  |  |  |  |  |  |  |  |
|  |                          |  |  |  |  |  |  |  |  |  |  |  |  |  |  |  |
|  |                          |  |  |  |  |  |  |  |  |  |  |  |  |  |  |  |
|  | 1. 콘코바르 막 네사      |  |  |  |  |  |  |  |  |  |  |  |  |  |  |  |
|  |                          |  |  |  |  |  |  |  |  |  |  |  |  |  |  |  |
|  |                          |  |  |  |  |  |  |  |  |  |  |  |  |  |  |  |
|  | 6. 울라 왕 오하드 살비더 |  |  |  |  |  |  |  |  |  |  |  |  |  |  |  |
|  |                          |  |  |  |  |  |  |  |  |  |  |  |  |  |  |  |
|  |                          |  |  |  |  |  |  |  |  |  |  |  |  |  |  |  |
|  | 3. 네스                  |  |  |  |  |  |  |  |  |  |  |  |  |  |  |  |
|  |                          |  |  |  |  |  |  |  |  |  |  |  |  |  |  |  |
|  |                          |  |  |  |  |  |  |  |  |  |  |  |  |  |  |  |

## 참고 자료
- Serglige Con Culainn, ed. Myles Dillon (1953). Serglige Con Culainn. Mediaeval and Modern Irish Series 14. Dublin: DIAS.; tr. Jeffrey Gantz (1981). Early Irish Myths and Sagas. London: Penguin. pp. 155–78.
- Compert Con Culainn (Recension I), ed. A.G. van Hamel (1933). Compert Con Culainn and Other Stories. Mediaeval and Modern Irish Series 3. Dublin: DIAS. pp. 1–8.
- Compert Con Culainn (Recension II), ed. Kuno Meyer (1905). "Mitteilungen aus irischen Handschriften: Feis Tige Becfoltaig". Zeitschrift für celtische Philologie 5: 500–4 (from D IV 2).; ed. Ernst Windisch (1880). Irische Texte mit Wörterbuch 1. Leipzig. pp. 143–5 and 140–2 (from Egerton 1782).
- Tochmarc Emire (Recension I), ed. and tr. Kuno Meyer (1890). "The Oldest Version of Tochmarc Emire". Revue Celtique 11: 433–57. CELT link.
- Tochmarc Emire (Recension II), ed. A.G. van Hamel (1933). Compert Con Culainn and Other Stories. Mediaeval and Modern Irish Series 3. Dublin: DIAS.; tr. Kuno Meyer (1888). "The Wooing of Emer". Archaeological Review 1: 68–75, 150–5, 231–5, 298–307.